# 胥江
胥江，在苏州城西，是连接太湖胥口和苏州外城河的运河。胥江西起太湖胥口，穿江南运河，东至胥门，汇苏州外城河。因胥山或伍子胥而得名。